# Kamerun vid världsmästerskapen i friidrott 2009
Kamerun deltog vid Världsmästerskapen i friidrott 2009 i Berlin.

## Deltagare

### Herrar
| Gren    | Namn               |
| Tresteg | Hugo Mamba-Schlick |

### Damer
| Gren       | Namn                   |
| Tresteg    | Françoise Mbango Etone |
| 400 m häck | Carole Kaboud Mebam    |